# Page (Dakota del Nord)
Page è un centro abitato (city) degli Stati Uniti d'America, situato nella Contea di Cass nello Stato del Dakota del Nord. Nel censimento del 2000 la popolazione era di 225 abitanti. La città è stata fondata nel 1882.

## Geografia fisica
Secondo i rilevamenti dell'United States Census Bureau, la località di Page si estende su una superficie di 0,50 km², tutti occupati da terre.

## Popolazione
Secondo il censimento del 2000, a Page vivevano 225 persone, ed erano presenti 61 gruppi familiari. La densità di popolazione era di 484 ab./km². Nel territorio comunale si trovavano 125 unità edificate. Per quanto riguarda la composizione etnica degli abitanti, il 99,12% era bianco, lo 0,44% era nativo e lo 0,44% apparteneva a due o più razze.
Per quanto riguarda la suddivisione della popolazione in fasce d'età, il 24,4% era al di sotto dei 18, il 6,2% fra i 18 e i 24, il 20,9% fra i 25 e i 44, il 23,6% fra i 45 e i 64, mentre il 24,9% era al di sopra dei 65 anni d'età. L'età media della popolazione era di 43 anni. Per ogni 100 donne residenti vivevano 92,3 maschi.